# José Feliciano de Ataíde
José Feliciano Augusto de Ataíde (Recife, 29 de outubro de 1875 — Fortaleza, 20 de março de 1966) foi um magistrado e político brasileiro. Foi desembargador do Tribunal de Justiça do Ceará e interventor federal no Ceará, nomeado pelo presidente Eurico Gaspar Dutra, de 3 de fevereiro a 1 de março de 1947.
Casado com Constança Austregésilo, com quem teve vários filhos, dentre os quais, o escritor Austregésilo de Ataíde.